# هدسون كوتينو
هدسون كوتينو (بالبرتغالية: Hudson José Coutinho‏) هو مدرب كرة قدم برازيلي، ولد في 12 يوليو 1972 في فلوريانوبوليس في البرازيل.